# Haldor Halderson
Haldor Halderson, dit Slim Halderson, (né le 6 janvier 1900 à Winnipeg au Canada — mort le 1er août 1965), connu sous le prénom de Haldor, est un ancien joueur professionnel canadien de hockey sur glace qui évoluait au poste d'ailier droit,.

## Carrière
Après avoir joué pour les Ypres puis les Monarchs de Winnipeg, Halderson rejoint les Falcons en 1919. Il participe à la saison 1919-1920 où les Falcons remportent la Coupe Allan. Cette victoire lui permet avec son équipe de participer au premier tournoi de hockey sur glace olympique, les canadiens décidant d'envoyer l'équipe vainqueur de la Coupe Allan pour représenter leur pays plutôt qu'une sélection des meilleurs joueurs. Le Canada y remporte la première médaille d'or olympique de l'histoire du hockey sur glace.

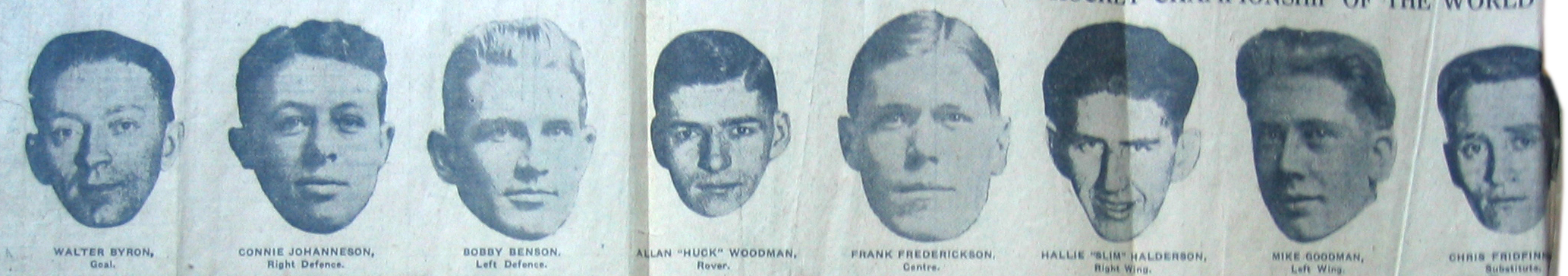
L'équipe des Falcons de Winnipeg, médaille d'or olympique en 1920.
De gauche à droite : Byron - Johannesson - Benson - Woodman - Fredrickson - Halderson - Goodman - Fridfinnson

Il devient professionnel en 1921 en rejoignant les Aristocrats de Victoria dans l'Association de hockey de la Côte du Pacifique. Avec cette équipe, renommée plus tard Cougars de Victoria, il remporte la Coupe Stanley en 1925 en battant les Canadiens de Montréal en finale sur le score de 3 matchs à 1; il marque lui-même trois des seize buts de son équipe.

## Statistiques
Pour les significations des abréviations, voir Statistiques du hockey sur glace.
| Saison    | Équipe                                | Ligue  |    | Saison régulière | Saison régulière | Saison régulière | Saison régulière | Saison régulière |    | Séries éliminatoires | Séries éliminatoires | Séries éliminatoires | Séries éliminatoires | Séries éliminatoires |
| Saison    | Équipe                                | Ligue  | PJ | B                | A                | Pts              | Pun              | PJ               | B  | A                    | Pts                  | Pun                  |                      |                      |
| 1921-1922 | Aristocrats de Victoria               | PCHA   | 23 | 7                | 3                | 10               | 13               |                  |    |                      |                      |                      |                      |                      |
| 1922-1923 | Cougars de Victoria                   | PCHA   | 29 | 10               | 5                | 15               | 26               | 2                | 0  | 0                    | 0                    | 0                    |                      |                      |
| 1923-1924 | Cougars de Victoria                   | PCHA   | 30 | 6                | 2                | 8                | 50               |                  |    |                      |                      |                      |                      |                      |
| 1924-1925 | Cougars de Victoria                   | WCHL   | 28 | 3                | 6                | 9                | 71               | 8                | 3  | 1                    | 4                    | 20                   |                      |                      |
| 1925-1926 | Cougars de Victoria                   | WCHL   | 23 | 3                | 1                | 4                | 51               | 7                | 2  | 0                    | 2                    | 18                   |                      |                      |
| 1926-1927 | Cougars de Détroit                    | LNH    | 19 | 2                | 0                | 2                | 29               | --               | -- | --                   | --                   | --                   |                      |                      |
| 1926-1927 | Maple Leafs de Toronto                | LNH    | 25 | 1                | 2                | 3                | 36               | --               | -- | --                   | --                   | --                   |                      |                      |
| 1927-1928 | Castors de Québec                     | Can-Am | 40 | 13               | 5                | 18               | 71               | 6                | 1  | 1                    | 2                    | 14                   |                      |                      |
| 1928-1929 | Bulldogs de Newark                    | Can-Am | 40 | 6                | 3                | 9                | 107              |                  |    |                      |                      |                      |                      |                      |
| 1929-1930 | Kansas City                           | AHA    | 48 | 8                | 7                | 15               | 76               | 5                | 0  | 0                    | 0                    | 8                    |                      |                      |
| 1930-1931 | Pla-Mors de Kansas City               | AHA    | 47 | 5                | 7                | 12               | 77               | 8                | 1  | 1                    | 2                    | 10                   |                      |                      |
| 1931-1932 | Pla-Mors de Kansas City               | AHA    | 46 | 9                | 3                | 12               | 69               | 4                | 2  | 0                    | 2                    | 0                    |                      |                      |
| 1932-1933 | Pla-Mors de Kansas City               | AHA    | 26 | 1                | 4                | 5                | 30               |                  |    |                      |                      |                      |                      |                      |
| 1932-1933 | Hornets de Duluth /Vikings de Wichita | AHA    | 24 | 7                | 2                | 9                | 40               |                  |    |                      |                      |                      |                      |                      |
| 1933-1934 | Oilers de Tulsa                       | AHA    | 48 | 9                | 12               | 21               | 66               | 4                | 0  | 2                    | 2                    | 4                    |                      |                      |
| 1933-1934 | Vikings de Wichita                    | AHA    | 2  | 0                | 0                | 0                | 0                |                  |    |                      |                      |                      |                      |                      |
| 1934-1935 | Oilers de Tulsa                       | AHA    | 48 | 6                | 13               | 19               | 65               | 5                | 1  | 2                    | 3                    | 2                    |                      |                      |
| 1935-1936 | Oilers de Tulsa                       | AHA    | 48 | 6                | 14               | 20               | 25               | 3                | 0  | 0                    | 0                    | 4                    |                      |                      |
| 1936-1937 | Skyhawks de Wichita                   | AHA    | 48 | 5                | 4                | 9                | 30               |                  |    |                      |                      |                      |                      |                      |

## Honneurs et récompenses
- 1920 : Coupe Allan
- 1920 :  Jeux olympiques
- 1922 : deuxième équipe d'étoiles (PCHA)
- 1923 : première équipe d'étoiles (PCHA)
- 1925 : vainqueur de la Coupe Stanley
- 1930 : première équipe d'étoiles (AHA)
- 1936 : première équipe d'étoiles (AHA)
- 1937 : première équipe d'étoiles (AHA)